# Pseudoceros
Pseudoceros är ett släkte av plattmaskar. Pseudoceros ingår i familjen Pseudoceritidae.

## Dottertaxa
Enligt Catalogue of Life ingår följande tre arter i släktet:
- Pseudoceros canadensis Hyman, 1953
- Pseudoceros luteus Plehn, 1898
- Pseudoceros montereyensis Hyman, 1953

Enligt WoRMS ingår dessutom följande arter:
- Pseudoceros affinis Collingwood, 1876
- Pseudoceros albicornus Stimpson, 1857
- Pseudoceros albomarginatus Hyman, 1959
- Pseudoceros asamusiensis Kato, 1939
- Pseudoceros ater Hyman, 1959
- Pseudoceros atraviridis Collingwood, 1876
- Pseudoceros atropurpureus Kato, 1934
- Pseudoceros bicolor Verrill, 1902
- Pseudoceros bimarginatus Meixner, 1907
- Pseudoceros buskii Collingwood, 1876
- Pseudoceros caeruleocinctus Hyman, 1959
- Pseudoceros caeruleopunctatus Palombi, 1928
- Pseudoceros cardinalis Haswell, 1907
- Pseudoceros cardiosorus Schmarda, 1859
- Pseudoceros cerebralis Kelaart, 1858
- Pseudoceros chloreus Marcus, 1949
- Pseudoceros clavicornis Schmarda, 1859
- Pseudoceros coccineus Stimpson, 1857
- Pseudoceros colemani Prudhoe, 1977
- Pseudoceros collingwoodi Laidlaw, 1903
- Pseudoceros concinnus Collingwood, 1876
- Pseudoceros corallophilus Hyman, 1954
- Pseudoceros devisii Woodworth, 1898
- Pseudoceros dimidiatus Graff, 1893
- Pseudoceros dulcis Kelaart, 1858
- Pseudoceros exoptatus Kato, 1938
- Pseudoceros flavomaculatus Graff, 1893
- Pseudoceros fulminatus Stimpson, 1855
- Pseudoceros fuscogriseus Hyman, 1959
- Pseudoceros fuscopunctatus Prudhoe, 1977
- Pseudoceros fuscus Kelaart, 1858
- Pseudoceros gamblei Laidlaw, 1902
- Pseudoceros gravieri Meixner, 1907
- Pseudoceros griseus Hyman, 1959
- Pseudoceros guttatomarginatus Stimpson, 1855
- Pseudoceros habroptilus Hyman, 1959
- Pseudoceros haddoni Laidlaw, 1903
- Pseudoceros hancockanus Collingwood, 1876
- Pseudoceros indicus Newman & Schupp, 2002
- Pseudoceros interruptus Stimpson, 1855
- Pseudoceros japonicus Stimpson, 1857
- Pseudoceros kelaarti Collingwood, 1876
- Pseudoceros kentii Graff, 1893
- Pseudoceros lacteus Collingwood, 1876
- Pseudoceros langamaakensis Faubel, 1983
- Pseudoceros latissimus type A Schmarda, 1859
- Pseudoceros leptostictus Bock, 1913
- Pseudoceros limbatus Leuckart, 1828
- Pseudoceros liparus Marcus, 1950
- Pseudoceros litoralis Bock, 1913
- Pseudoceros lividus Prudhoe, 1982
- Pseudoceros maculatus Pease, 1860
- Pseudoceros maximum Lang, 1884
- Pseudoceros maximus-type A Lang, 1884
- Pseudoceros memoralis Kato, 1938
- Pseudoceros mexicanus Hyman, 1953
- Pseudoceros microceraeus Schmarda, 1859
- Pseudoceros micropapillosus Kato, 1934
- Pseudoceros mopsus Marcus, 1952
- Pseudoceros mulleri Delle Chiaje, 1829
- Pseudoceros niger Stimpson, 1857
- Pseudoceros nigrocinctus Schmarda, 1859
- Pseudoceros nipponicus Kato, 1944
- Pseudoceros paradoxus Bock, 1927
- Pseudoceros periphaeus Bock, 1913
- Pseudoceros perviolaceus Schmarda, 1859
- Pseudoceros pius Kato, 1938
- Pseudoceros pleurostictus Bock, 1913
- Pseudoceros punctatus Laidlaw, 1902
- Pseudoceros purpureus Kelaart, 1858
- Pseudoceros regalus Laidlaw, 1903
- Pseudoceros reticulatus Yeri & Kaburaki, 1918
- Pseudoceros rubellus Laidlaw, 1903
- Pseudoceros rubrotentaculatus Kaburaki, 1923
- Pseudoceros sagamianus Kato, 1937
- Pseudoceros striatus Kelaart, 1858
- Pseudoceros texanus Hyman, 1955
- Pseudoceros tigrinus Laidlaw, 1902
- Pseudoceros tomiokaensis Kato, 1938
- Pseudoceros tristriatus Hyman, 1959
- Pseudoceros velutinus Blanchard, 1847
- Pseudoceros vinosus Meixner, 1907
- Pseudoceros violaceus (Kelaart, 1858) Hyman, 1959
- Pseudoceros yessoensis Kato, 1937
- Pseudoceros zebra Leuckart, 1828
- Pseudoceros zeylanicus Kelaart, 1858

## Bildgalleri

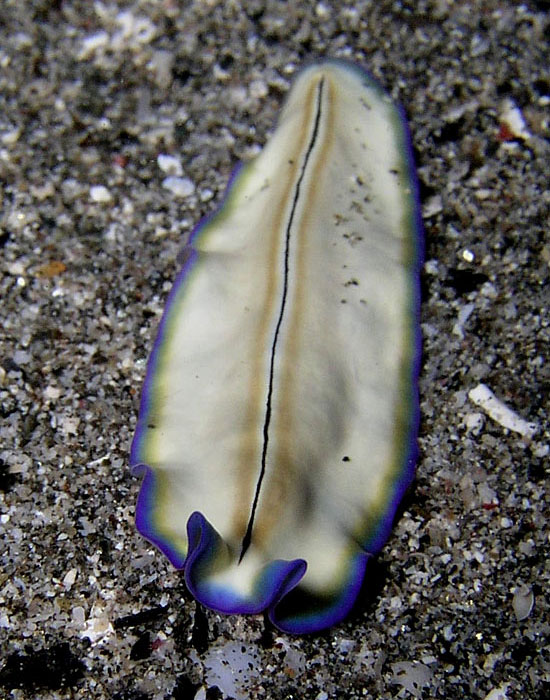
Pseudoceros monostichos
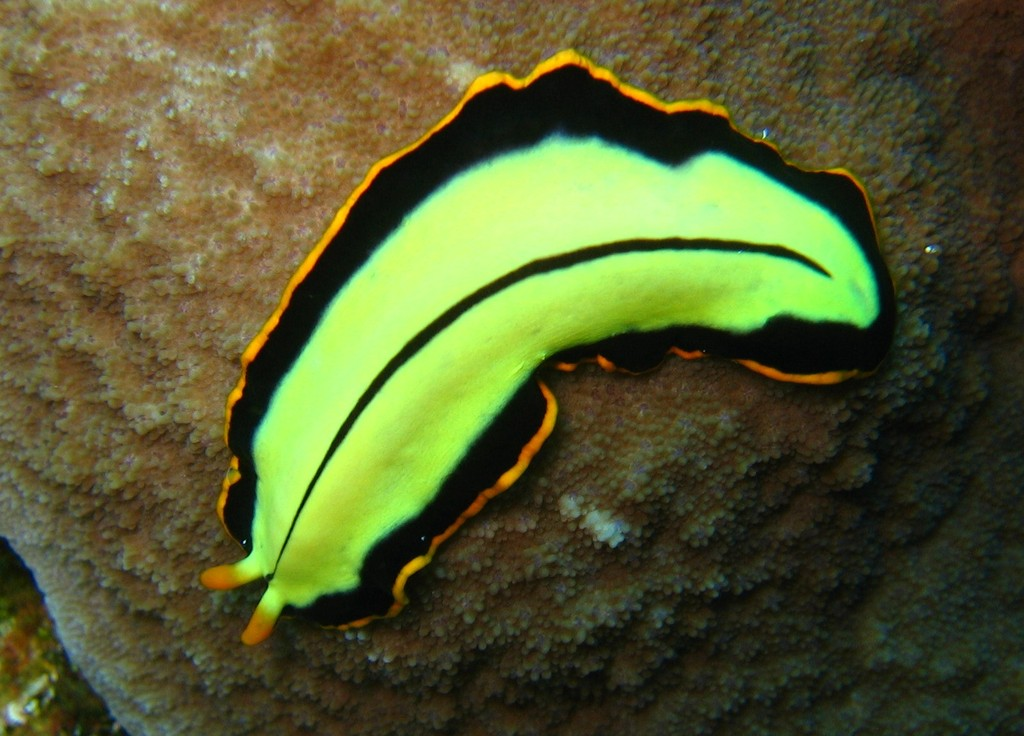
Pseudoceros dimidiatus
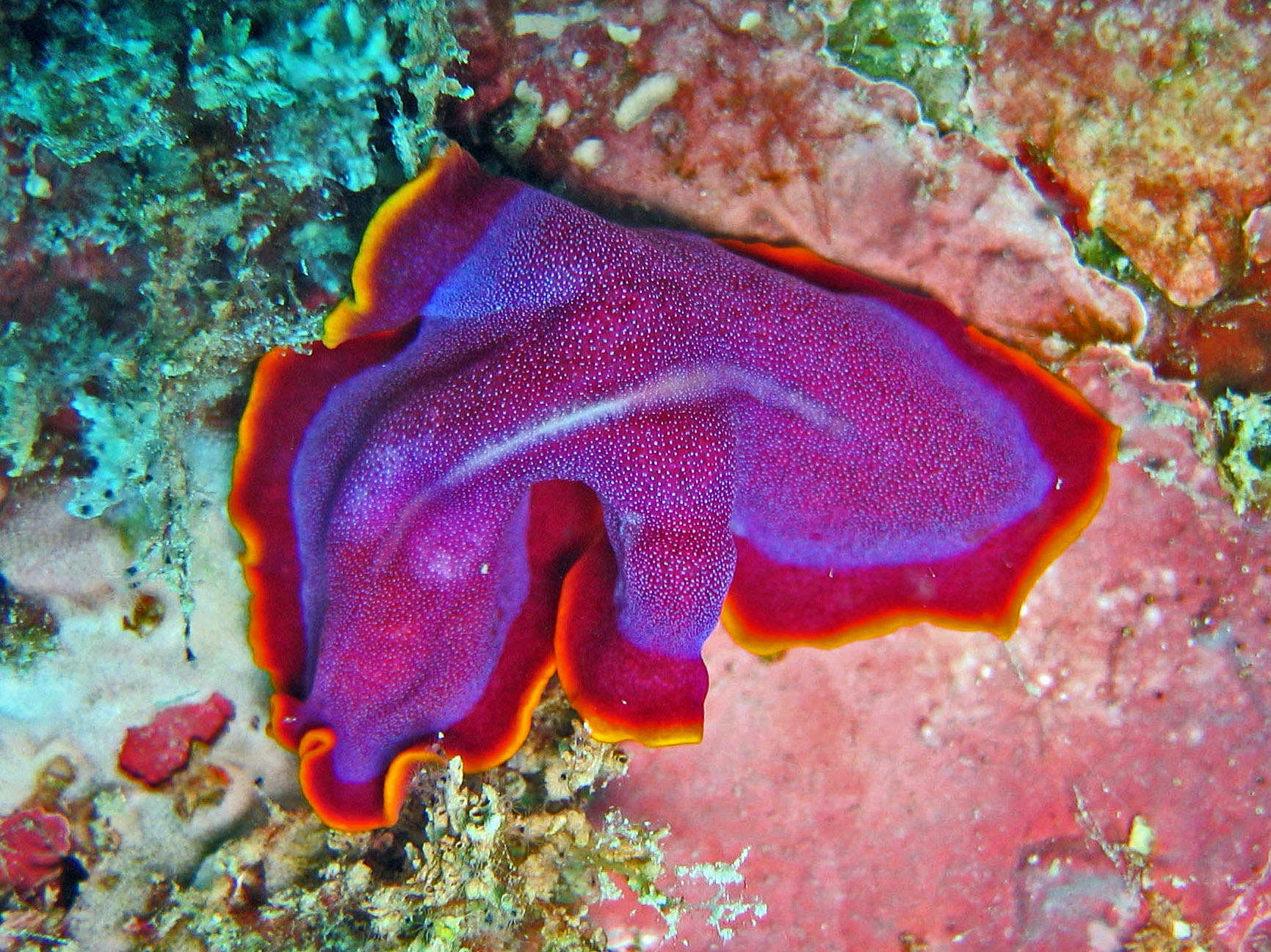
Pseudoceros ferrugineus
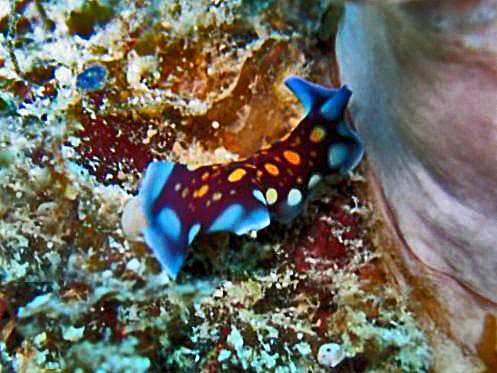
Pseudoceros lindae
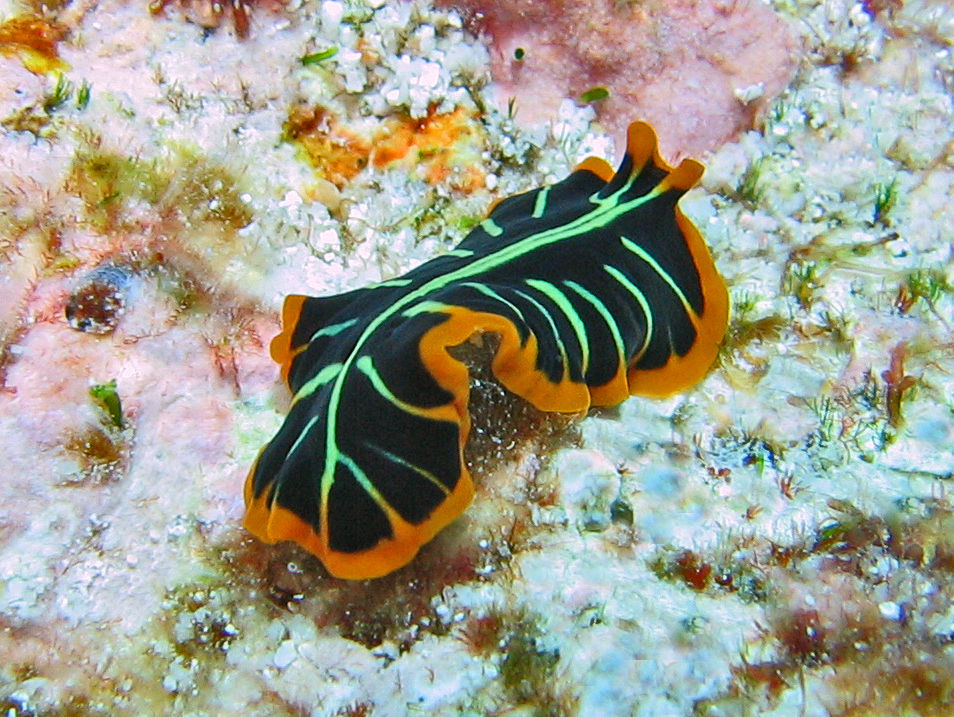
Pseudoceros dimidiatus
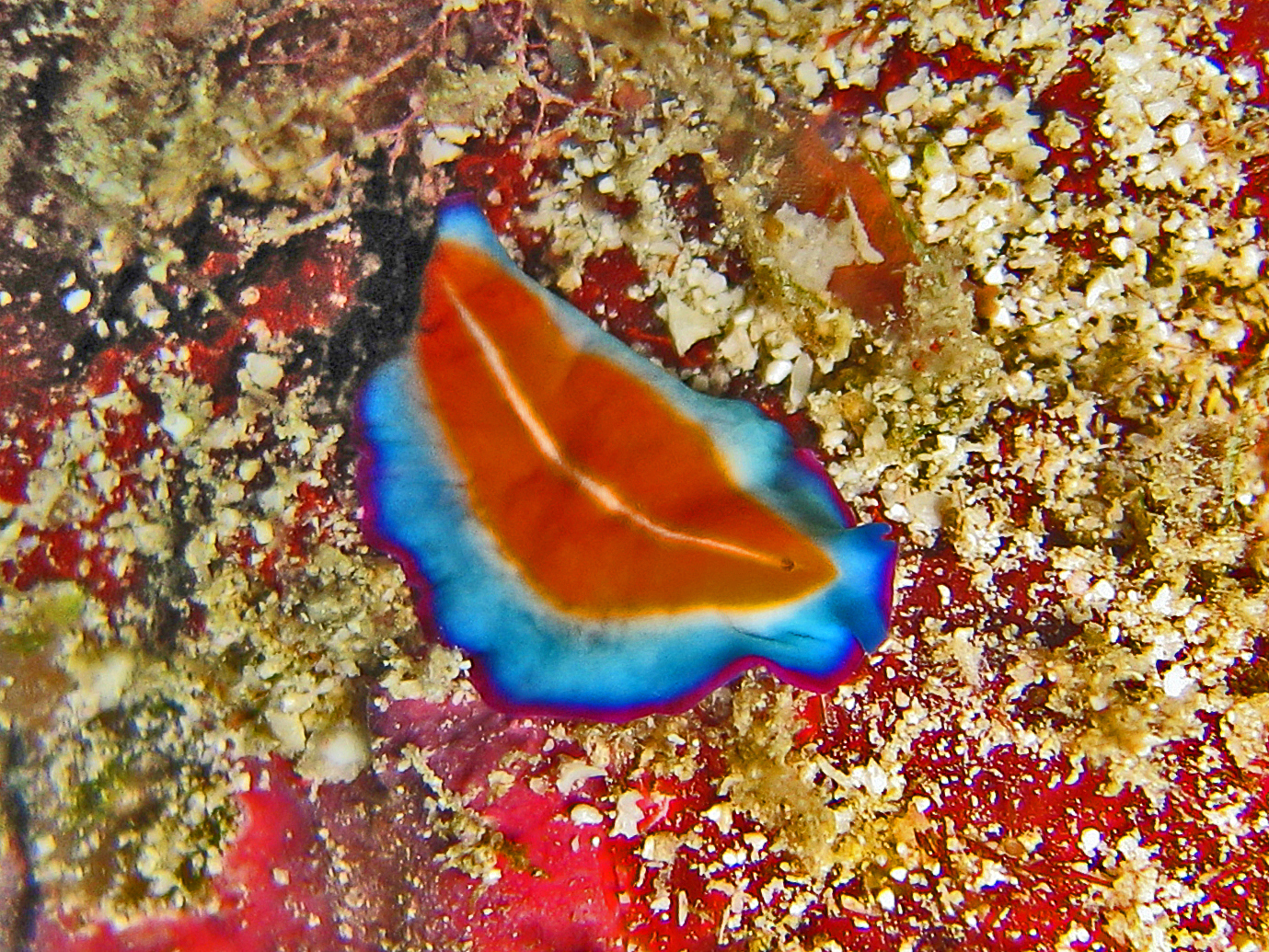
Pseudoceros susanae